# Divinisation
La divinisation est le fait d'élever au rang de dieu une personne, un animal ou une chose. 

## Civilisation grecque et latine
Dans l'Antiquité grecque l'évhémérisme postulait que les dieux étaient des personnages réels qui avaient été divinisés après leur mort. La divinisation peut également se traduire, par exemple, par l'apothéose chez les Romains. 

## Autres civilisations
Les souverains de différentes civilisations ont été divinisés et à différentes périodes comme chez les Égyptiens, dont le pharaon devenait l'incarnation d'Horus, dans le culte impérial des Romains ou encore celui de l'Empereur du Japon, divinité incarnée.
Certaines personnalités mystiques ou certains chefs religieux se proclament eux-mêmes divinité, comme George Baker.
La divinisation peut aussi correspondre aux avatars autoproclamés hindous.

## Christianisme
La divinisation, déification, theopoièsis, ou théosis, désigne le fait de participer à la nature divine par le Christ.

### Dans le Nouveau Testament
On désigne par divinisation la promesse selon laquelle nous devenons « participants de la nature divine » (2 Pierre 1,4), 
Ce thème est associé à celui de l'adoption filiale, que l'on retrouve par exemple en 1 Jean 3,1 : « Voyez quelle manifestation d'amour le Père nous a donnée pour que nous soyons appelés enfants de Dieu ». et en Galate 4,4-6 : « Dieu envoya son Fils, né d'une femme, (...) afin de nous conférer l'adoption filiale. 6 Et la preuve que vous êtes des fils ». Or cette adoption nous fait partager ce qu'est Dieu, son héritage.

### Chez les pères de l'Antiquité
Dans le christianisme on parle plutôt de déification. Irénée, au IIe siècle, explique ainsi comment Dieu s'est fait homme pour que l'homme devienne Dieu :
Le Verbe de Dieu, à cause de son surabondent amour s’est fait cela même que nous sommes pour faire de nous cela même qu’il est. (saint Irénée, Contre les hérésies, Préface, SC153, p. 14-15, III 18-19)
Clément d'Alexandrie met en avant le fait que Dieu s'est fait homme pour montrer comment l'homme peut devenir Dieu.
Origène, au IIIe siècle, explique comment cette déification a commencé dans le Christ, en qui le divin et l'humain se sont mêlés, et comment elle se prolonge dans la vie des chrétiens,. 
Au IVe siècle, Grégoire de Nysse, lui aussi associe l'Incarnation du Christ à notre Divinisation. C'est l'Incarnation qui « donne à la vie une réalité effective ».
Au VIe siècle, (le pseudo) Denys l'Aréopagite définit la déification comme naissance de Dieu en soi : « Être déifié, c’est faire naître Dieu en soi ».

### Chez les médiévaux
Dans l'Occident catholique, le thème de la divinisation est évoqué par les médiévaux à travers celui de la participation à la nature divine, donnée par la grâce. Ainsi, pour Thomas d'Aquin, la grâce est-elle déjà une divinisation partielle. Par elle, « la nature de l'âme humaine participe, selon une certaine similitude, de la nature divine par le moyen d'une régénération ou d'une création nouvelle ». Cette participation est une communication de Dieu : « Dieu seul déifie, communiquant en partage la nature divine sous forme d'une certaine participation par mode d'assimilation ». 
Plus loin, dans son traité des sacrements, il évoque aussi la divinisation par la grâce à partir de 2 Pierre 1,4 : « la grâce n'est pas autre chose qu'une certaine ressemblance de la nature divine reçue en participation ».
Ce thème de la divinisation se retrouve dans les prières liturgiques. Il est par exemple présent dans la prière après la communion de l'office du Saint-Sacrement, écrit au XIIIe siècle.